# Sant Roc (Cérvoles)
Sant Roc és una ermita del poble de Naens, pertanyent al terme de Senterada, del Pallars Jussà.
Està situada al sud-oest del poble de Cérvoles, al vessant sud-oest de lo Codó. És quasi a l'extrem sud-oest del terme de Senterada.